# O Shaolin do Sertão
O Shaolin do Sertão é um filme brasileiro de 2016 dirigido por Halder Gomes e escrito por L.G. Bayão. Edmilson Filho é o protagonista do filme no papel de Aluísio Li, um homem que sonha em ser um grande lutador. O elenco é composto por Fábio Goulart no papel de um lutador aposentado de vale-tudo, Toni Tora Pleura, e Bruna Hamú que interpreta Anésia Shirley, interesse romântico de Aluízio e Armandinho (Marcos Veras); Marcos Veras, Dedé Santana e Falcão completam o elenco principal.

## Enredo
O filme ocorre em 1982. Os lutadores profissionais de vale-tudo estavam enfrentando dificuldades por causa da falta de combates. Então eles decidem percorrer várias regiões do Brasil para lutar com pessoas alteradas e violentas de pequenas cidades interioranas. E um destes, conhecido por Toni Tora Pleura (Fábio Goulart), viaja pelo interior do Ceará e numa de suas lutas vencedoras, anuncia que vai chegar a cidade de Quixadá, onde vive o protagonista do filme, Aluísio Liduíno (Edmilson Filho), que gosta de ser chamado de Aluísio Li.
Aluísio é fascinado pela cultura chinesa e em especial pelos filmes de Kung Fu. Por conta disso, porta-se e veste-se como um Shaolin, o que o faz ser motivo de chacota em sua cidade. Ele trabalha na padaria de Seu Zé (Dedé Santana) e é apaixonado pela filha deste, Anésia Shirley (Bruna Hamú) - mesmo esta sendo noiva de Armandinho (Marcos Veras).
O candidato a prefeito de Quixadá, Rossivaldo (Frank Menezes), usando o desafio de Toni Tora Pleura para ganhar votos da população e vencer a eleição local, convoca os oponentes para enfrentá-lo. Com a falta de voluntários, eis que surge Aluísio Li, indicado pelo seu amigo Piolho (Igor Jansen) e este se oferece para a luta. Rossivaldo então dá dinheiro para Aluísio se preparar para o combate.
O primo de Piolho, Jesus (Haroldo Guimarães), informa a Aluísio que em Quixeramobim, cidade vizinha a Quixadá, existe um suposto mestre de Kung Fu chamado Wilson (Falcão) e diz que este pode treiná-lo para a luta. Nisso ambos vão até ele e Aluísio pede para ser treinado na arte marcial chinesa. Wilson se recusa, mas quando Aluísio mostra o dinheiro, ele muda de ideia. Logo após o treinamento, Aluísio recebe a graduação de Shaolin de seu mestre e pela noite vai junto com Piolho até um bar da cidade e envolve-se numa briga com alguns lutadores de vale-tudo e vencendo. Aluísio então faz o pagamento ao mestre Wilson e retorna a Quixadá. A vitória na briga do bar de Quixeramobim logo chega aos ouvidos da população quixadaense e Aluísio é recebido como celebridade pelo candidato Rossivaldo e pelo seu patrão Seu Zé. Na mesma noite, Aluísio é acordado para resolver uma briga de rua e ao chegar lá, é abordado por Armandinho - enciumado pela aproximação de Anésia e Aluísio - e os lutadores que ele derrotou no bar de Quixeramobim. O Shaolin leva um soco e cai desacordado. 
Piolho revela a Aluísio que o mestre Wilson é uma farsa e que a briga do bar foi encenada por ele e o líder dos lutadores - parente dele - para que o Shaolin do Sertão vencesse e depois o pagasse o dinheiro do treinamento. Ele cai em desgraça em Quixadá, sendo desprezado por todos e se entregando à bebida. Num momento em que mistura fúria e embriaguez, ele destrói os artefatos chineses no seu quarto e encontra uma fita de videocassete contendo um filme chamado A Voadora do Dragão e decide assistí-la. Porém como era pobre e não tinha um aparelho reprodutor em sua casa, acaba lembrando que tem um na casa de Rossivaldo, na ocasião que fora convidado para um jantar. Ele invade a casa dele, pega o aparelho mas é descoberto e preso. 
O dia da luta chega e Quixadá não tinha lutador, por conta da prisão de Aluísio Li. Rossivaldo, temendo o cancelamento da luta e posteriormente sua derrota nas eleições, pede que Aluísio seja libertado da delegacia. Numa luta longa e difícil, Aluísio vence Toni Tora Pleura e com a premiação recebida, funda em Quixadá a Academia de Luta Irmãos Gêmeos de Parte de Pai. 

## Produção
“A preparação do elenco foi bem demorada por causa das especificidades da produção. O Edmilson Filho, que interpeta o Shaolin, perdeu 10 quilos com o treinamento, enquanto o lutador Toni Tora Pleura ganhou 15 de músculos”, conta Halder Gomes. Fábio Goulart foi o primeiro brasileiro a conquistar o ouro em Taekwondo nos Jogos Panamericanos de Havana, em 1991. 
Coproduzido pela Globo Filmes, Paramount Pictures, Telecine e do Fundo Setorial do Audiovisual (Ministério da Cultura) e distribuído pela Downtown Filmes. O filme  começou a ser rodado nas Cidades de Quixadá e em Guanacés distrito de Cascavel, todas no Estado do Ceará, no dia 30 de novembro do mesmo ano e terminou de ser filmado no dia 19 de janeiro de 2016.

Foram também usados efeitos visuais de 3D em algumas cenas de lutas e chroma key (também conhecido como fundo verde ou azul). Em uma entrevista com o site Tribuna do Ceará, o diretor, Halder Gomes demostrava ser confiante quanto ao público:
| “ | O Shaolin do Sertão é um filme que surge com maior expectativa devido ao sucesso de Cine Holliúdy. Para contemplar este anseio do público que espera nosso novo filme, tivemos uma equipe extremamente envolvida e comprometida no projeto em todas as suas etapas. Isto nos proporcionou realizar um filme divertido, original, com potencial de ser um novo sucesso. É um tremendo voto de confiança dos investidores em nosso talento e capacidade de executar projetos cinematográficos com qualidade técnica e artística para o exigente e competitivo mercado de exibição | ” |

.O filme gerou mais de mil empregos diretos (contando com elenco e produção).
A estreia do filme antes estaria prevista para novembro, depois a produção confirmou que lançaria o filme em 3 de novembro, porém, a estreia nacional foi adiada para 20 de outubro, mas, em 13 de outubro estreou regionalmente no Ceará.

## Elenco
- Edmilson Filho como Aluísio Li [8]
- Bruna Hamú como Anésia Shirley
- Dedé Santana como Seu Zé
- Marcos Veras como Armandinho
- Fábio Goulart como Toni Tora Pleura
- Igor Jansen como Piolho
- Fafy Siqueira como Dona Zefa
- Falcão como Mestre Wilson
- Frank Menezes como Rossivaldo
- Cláudio Jaborandy como Regislândio Lúcio
- Haroldo Guimarães como Jesus
- Solange Teixeira como Margot
- Evenice Neta como Lorraine
- Luiz Guilherme como Organizador do evento
- Karla Karenina como Marciclene
- Tirullipa como Palhaço
- Li Lin - Daniel como Mestre Chinês
- Demick Lopes como Técnico de Toni Tora Pleura
- Eduardo Cintra como Luizão
- Yasmim Sant'Anna como Dona Zefa (Jovem)
- Yuri Yamamoto como Li Chai Chang
- Bráulio Bessa como Informante
- Lailtinho como Chico Esponja
- Camila Uckers como Barraqueira
- Edmir Kawakubo como Chefão Chinês
- João Inácio Jr. como Repórter de TV
- Kyra Gomes como Arengueira
- André Campos como Bichinha
- Fernanda Callou como Apresentadora de TV
- Bolachinha como Macaca Monga
- Diego Jovino como Arengueiro
- Reginauro Souza como Besouro do Cão
- Glayco Salles como Médico
- LC Galetto como Padre
- Adriano Uchôa como Assistente do Regislândio
- Dennys Lacerda como Euclides Claude
- Frederico Régis como Boca Podre

## Recepção
Em sua estreia no Ceará, o filme, entre os dias 12 (pré-estreia) e 14 de outubro, teve mais de 20 000 espectadores, chegando a um número de espectadores maior do que o norte-americano Inferno, estrelado por Tom Hanks. O diretor contabilizou uma média de 237 ingressos vendidos em cada uma das 20 salas de cinema do Ceará onde foi exibido, levando mais de 45 mil cearenses a assistir o filme. Nacionalmente, "O Shaolin do Sertão" levou mais de 85 mil espectadores ao cinema entre 20 e 23 de outubro. E o público continuou crescendo. Em novembro, esse número cresceu para meio milhão de pessoas, superando o público de Cine Holliúdy.

## Principais prêmios
| Ano  | Premiação                              | Categoria                       | Profissional(is) Indicado(s)                        | Resultado | Ref.   |
| ---- | -------------------------------------- | ------------------------------- | --------------------------------------------------- | --------- | ------ |
| 2017 | 16o Grande Prêmio do Cinema Brasileiro | Melhor Longa-Metragem - Comédia | Halder Gomes e Márcia Delgado / ATC Entretenimentos | Venceu    | [ 12 ] |
| 2017 | 16o Grande Prêmio do Cinema Brasileiro | Melhor Som                      | Alfredo Guerra e Érico Paiva                        | Indicado  | [ 13 ] |
| 2017 | 16o Grande Prêmio do Cinema Brasileiro | Melhor Figurino                 | Luciana Buarque                                     | Indicado  | [ 13 ] |
| 2017 | 16o Grande Prêmio do Cinema Brasileiro | Melhor Direção de Arte          | Juliana Ribeiro                                     | Indicado  | [ 13 ] |
| 2017 | 16o Grande Prêmio do Cinema Brasileiro | Melhor Maquiagem                | Cristiano Pires                                     | Indicado  | [ 13 ] |